# Джессіка Ру
Джессіка Ру (англ. Jessica Roux, 10 листопада 1992) — південноафриканська плавчиня.
Учасниця Олімпійських Ігор 2012 року.